# Phenax weddellianus
Phenax weddellianus är en nässelväxtart som beskrevs av Ellsworth Paine Killip. Phenax weddellianus ingår i släktet Phenax och familjen nässelväxter. Inga underarter finns listade i Catalogue of Life.